# Chung kết Cúp C1 châu Âu 1988
Trận chung kết Cúp C1 châu Âu năm 1988 là trận chung kết thứ ba mươi ba của Cúp các đội vô địch bóng đá quốc gia châu Âu, ngày nay là UEFA Champions League. Đây là trận đấu giữa PSV Eindhoven của Hà Lan và S.L. Benfica của Bồ Đào Nha trên sân vận động Neckar, Stuttgart, Đức vào ngày 25 tháng 5 năm 1988. PSV Eindhoven lần đầu tiên giành Cúp C1 châu Âu bằng thi đá 11m sau khi khi hòa không bàn thắng trong thời gian thi đấu chính thức.

## Chi tiết trận đấu
| PSV Eindhoven                                          | 0–0 (h.p.) | S.L. Benfica                                            |
| ------------------------------------------------------ | ---------- | ------------------------------------------------------- |
|                                                        |            |                                                         |
| Loạt sút luân lưu                                      |            |                                                         |
| Koeman · Kieft · Nielsen · Vanenburg · Lerby · Janssen | 6–5        | Elzo · Dito · Hajiri · António Pacheco · Mozer · Veloso |

| PSV | Benfica |

| PSV EINDHOVEN:                                 |    |                      |  |        |
|                                                |    |                      |  |        |
| TM                                             | 1  | Hans van Breukelen   |  |        |
| HV                                             | 2  | Eric Gerets (ĐT)     |  |        |
| HV                                             | 3  | Ivan Nielsen         |  |        |
| HV                                             | 4  | Ronald Koeman        |  |        |
| HV                                             | 5  | Jan Heintze          |  |        |
| TV                                             | 6  | Søren Lerby          |  |        |
| TV                                             | 7  | Berry van Aerle      |  |        |
| TV                                             | 8  | Gerald Vanenburg     |  |        |
| TV                                             | 9  | Edward Linskens      |  |        |
| TĐ                                             | 10 | Wim Kieft            |  |        |
| TĐ                                             | 11 | Hans Gillhaus        |  | 105+2' |
| Dự bị:                                         |    |                      |  |        |
| HV                                             | 12 | Adick Koot           |  |        |
| TĐ                                             | 13 | Eric Viscaal         |  |        |
| TM                                             | 14 | Patrick Lodewijks    |  |        |
| TV                                             | 15 | Willy van de Kerkhof |  |        |
| TV                                             | 16 | Anton Janssen        |  | 105+2' |
| Huấn luyện viên:                               |    |                      |  |        |
| Guus Hiddink Trợ lý trọng tài Trọng tài thứ tư |    |                      |  |        |

| SL BENFICA:      |    |                  |  |      |
|                  |    |                  |  |      |
| TM               | 1  | Silvino Louro    |  |      |
| HV               | 2  | António Veloso   |  |      |
| HV               | 3  | Dito             |  |      |
| HV               | 4  | Álvaro Magalhães |  |      |
| HV               | 5  | Carlos Mozer     |  |      |
| TV               | 6  | Elzo Coelho      |  |      |
| TV               | 7  | Chiquinho Carlos |  |      |
| TV               | 8  | António Pacheco  |  |      |
| TV               | 9  | Rui Águas        |  | 57'  |
| TĐ               | 10 | Shéu(ĐT)         |  |      |
| TĐ               | 11 | Mats Magnusson   |  | 111' |
| Dự bị:           |    |                  |  |      |
| TM               | 12 | Manuel Bento     |  |      |
| TĐ               | 13 | Radouane Hajry   |  | 111' |
| HV               | 14 | Samuel Quina     |  |      |
| TV               | 15 | Antonio Nunes    |  |      |
| TĐ               | 16 | Wando            |  | 57'  |
| Huấn luyện viên: |    |                  |  |      |
| Toni             |    |                  |  |      |